# 馬里奧·賀歷
馬里奧·賀歷（1986年10月28日—）是一位捷克足球運動員。在場上的位置是中後衛和防守型中場。他現在效力於捷克足球甲級聯賽球隊巴洛克斯巴達足球俱樂部。他也代表捷克國家足球隊參賽。